# На небу звезда Даница
„На небу звезда Даница” је југословенски кратки филм из 1971. године. Режирао га је Стеван Станић који је написао и сценарио.

## Улоге
| Глумац              | Улога |
| ------------------- | ----- |
| Станислав Аврамовић |       |
| Љубомир Ћипранић    |       |
| Петар Краљ          |       |
| Драгица Новаковић   |       |
| Петар Шевић         |       |
| Растко Тадић        |       |
| Нада Урбан          |       |